# Taschorema viridarium
Taschorema viridarium là một loài Trichoptera trong họ Hydrobiosidae. Chúng phân bố ở miền Australasia.